# Champniers (Vienne)
Champniers település Franciaországban, Vienne megyében. Lakosainak száma 354 fő (2022. január 1.). Champniers Savigné, Blanzay, La Chapelle-Bâton, Romagne és Saint-Romain községekkel határos.

## Népesség
A település népességének változása:
| Lakosok száma | 351  | 348  | 357  | 351  | 351  | 352  | 353  | 352  | 354  |
|               | 2013 | 2015 | 2016 | 2017 | 2018 | 2019 | 2020 | 2021 | 2022 |